# Sílvio de Noronha
Sílvio de Noronha (Rio de Janeiro, 11 de maio de 1884 — Rio de Janeiro, 11 de junho de 1957) foi um militar brasileiro da Marinha do Brasil.
Filho do almirante Júlio César de Noronha, Ministro da Marinha do Brasil entre 1902 e 1906, e de Nerêa Acosta de Noronha, era primo do almirante Isaías de Noronha que também foi ministro da Marinha e membro da junta governativa provisória de 1930.
Alcançou o posto de almirante, e como ministro da Marinha foi responsável:
- pela criação do Fundo Naval
- pelo reaparelhamento e reestruturação da Esquadra
- pela criação da Base Naval de Aratu (Bahia) e da Base Naval de Val-de-Cães (Pará)
- pela criação do Serviço de Assistência Social da Marinha
- pela reestruturação do sistema de Ensino Naval em todos os níveis, com destaque para a reimplantação do Colégio Naval em Angra dos Reis